# Bakom

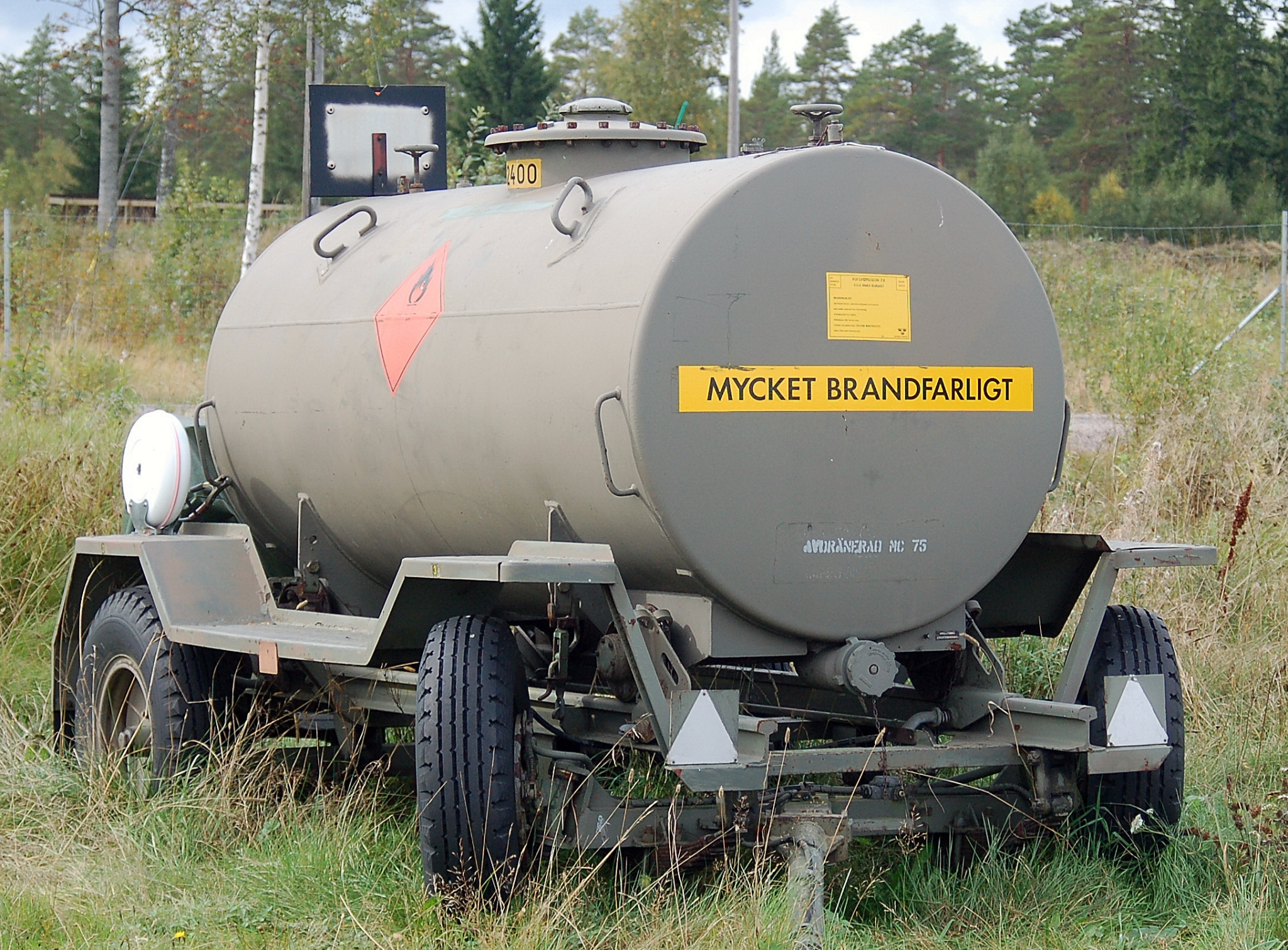
Rulltank som användes för att transportera bränslet från klargöringsområdets cisterner till planen som skulle tankas.

Bakom (bakre klargöringsområdet) var ett klargöringsområde som låg 2 till 3 kilometer från huvudlandningsbanan på flygbaser i Bas 60-systemet som var ordinarie bas för attack- eller spaningsförband. Om det stationerades både attack och spaningsflygplan på basen fanns det också två olika klargöringsområden (Bakom attack och Bakom spaning). I dessa klargöringsområden tankades och laddades attack- och spaningsflygplanen. Ett normalt Bakom bestod av 10-15 klargöringsplatser, som låg på ett avstånd av cirka 50 meter från varandra. Meningen var att man inte skulle kunna förstöra samtliga flygplan i ett enda anfall mot området. För att dölja och försvåra upptäckt från anfallande attackflygplan försågs många flygplansplatser i Bakom med maskeringsnät. Näten sattes fast på stållinor som spändes mellan höga stolpar på ett sådant sätt att flygplanen obehindrat kunde köra in på respektive plats. För klargöringspersonalen fanns ett antal skyddsrum (sk 10 och sk 5) som skydd vid flyganfall. Verksamheten i Bakom leddes av klargöringsplutonchefen från klargöringsbaracken, som kunde dirigera personalen med hjälp av en telefonväxel och via basradio. I denna barack fanns även ett materielförråd med verktyg och vissa reservdelar för klargöring av flygplan. I varje Bakom fanns även en barack för den flygande personalen. I denna barack fanns en ordersal där flygföretagen planerades, i baracken fanns även sängar för kortare vilopauser för den flygande personalen.
Efter att flygplanen hade landat taxade de till anvisad klargöringsplats för egen maskin. Väl framme vändes flygplanet med hjälp av ett bogserfordon så att planet vid start själv kunde köra ut på taxivägen och taxa fram till banan. Ammunition för ett antal flygplanslaster fanns utlagd på ett främre ammunitionsförråd i närheten av Bakom. Efter framkörning till respektive klargöringsplats fylldes främre am på från bakre ammunitionsförrådet med förbrukat lastalternativ. Bränsle distribuerades via en rörledning ovan jord till varje klargöringsplats från en central cistern. På klargöringsplatsen fanns två rulltankar som sedan flygplanen tankades ifrån. En klargöring med tung attackammunition som  sjömålsroboten Robot 04 tog cirka 30 minuter.

### Webbkällor
- Rystedt, Jörgen (1 oktober 2005). ”FLYGBASSYSTEM 60” (pdf). Försvarets historiska telesamlingar. http://www.fht.nu/Dokument/Flygvapnet/flyg_publ_dok_flygbassystemet_bas_60.pdf. Läst 20 februari 2013.